# ال میلا
ال میلا (به اسپانیایی: El Milà) یک شهرستان در اسپانیا است که در استان تاراگونا واقع شده‌است.